# Athetis pallescens
Athetis pallescens là một loài bướm đêm trong họ Noctuidae.